# Font del Vell
La Font del Vell, també coneguda com a Font del Xato, es troba a la plaça de Sants de Barcelona. Es tracta d'una al·legoria del riu Llobregat, creada el 1818 per Damià Campeny.

## Història i descripció

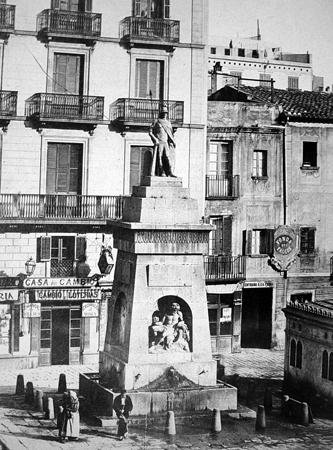
Font original al Pla del Teatre, amb la figura de Minerva i «el Vell» en una fornícula

A principis del segle xix, hi havia una font anomenada «del Sàtir» al lloc on actualment es troba el monument A Frederic Soler, al Pla del Teatre (la Rambla). Es tractava d'un abeurador decorat amb la figura d'un faune amb un gerro a la mà, confeccionada amb guix i que va tenir una existència efímera (1802-1817).
El 1818, i per iniciativa del capità general Castaños, fou substituïda per una altra de més monumental. El projecte fou realitzat per l'arquitecte Pere Serra i Bosch i els escultors Damià Campeny i Salvador Gurri. Sobre un pedestal en forma de piràmide truncada es va col·locar una escultura que representava la deessa Minerva —segons altres versions, seria el Geni de Barcelona o la Barcelona industriosa—, abillada amb casc i llança, i un escut amb les armes de Barcelona, obra de Gurri. A la base del pedestal s'hi van col·locar quatre fornícules que devien contenir al·legories dels quatre principals suministres d'aigua de la ciutat: el riu Llobregat, el Rec Comtal, el canal d'Urgell i el Port de Barcelona.

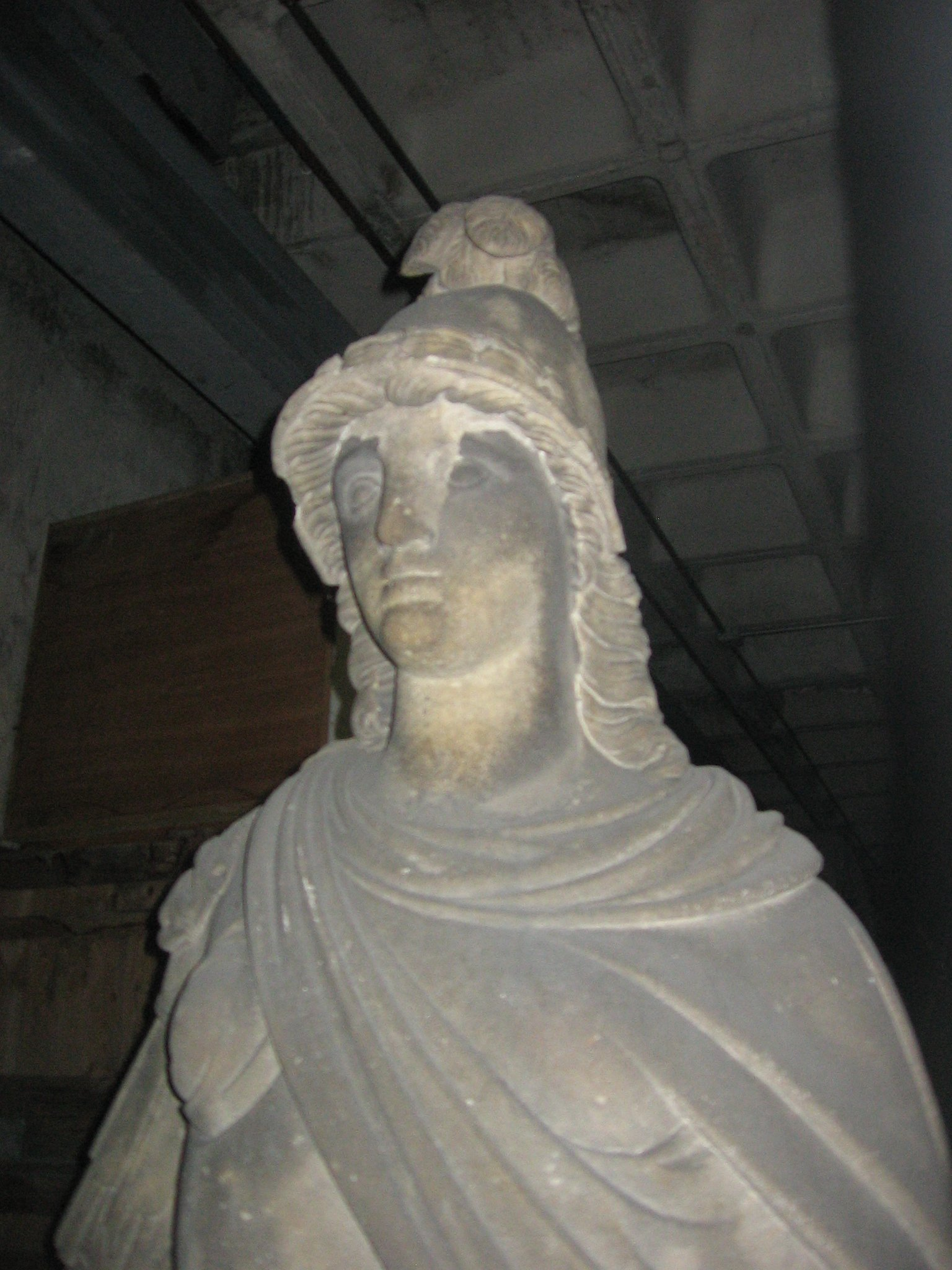
Minerva, de Salvador Gurri, actualment al magatzem municipal de la Via Favència

Encarregades a Campeny, tan sols va fer la primera d'aquestes al·legories, en forma d'un vell barbut seminú ajagut sobre unes roques i amb uns fruits a la mà dreta, mentre que l'esquerra es recolza sobre un gerro del que cau aigua. De vegades ha estat pres com una representació de Neptú o Hèrcules, tot i que no porta cap dels atributs característics d'aquests déus. Al cap de poc, aquesta figura va perdre el nas d'un cop, raó per la qual començà a ser coneguda com «el Xato».
L'estil és neoclàssic amb certa influència barroca. Campeny potser s'inspirà en algunes al·legories de rius presents a Roma, ciutat on va viure diversos anys, com l'Al·legoria del Nil (hel·lenística) o l'Al·legoria del Ganges a la Font dels Quatre Rius de la Piazza Navona de Bernini (barroca).
El 1877 fou enderrocat, i tan sols se'n van conservar les estàtues: la de Gurri es va col·locar temporalment al Parc de la Ciutadella, després al Museu Marítim, i ara es conserva en un magatzem municipal; la figura del vell fou també emplaçada al Parc de la Ciutadella, fins que es va traslladar a la Plaça de Sants, on fou inaugurada per l'alcalde Enric Masó l'1 de febrer del 1975.

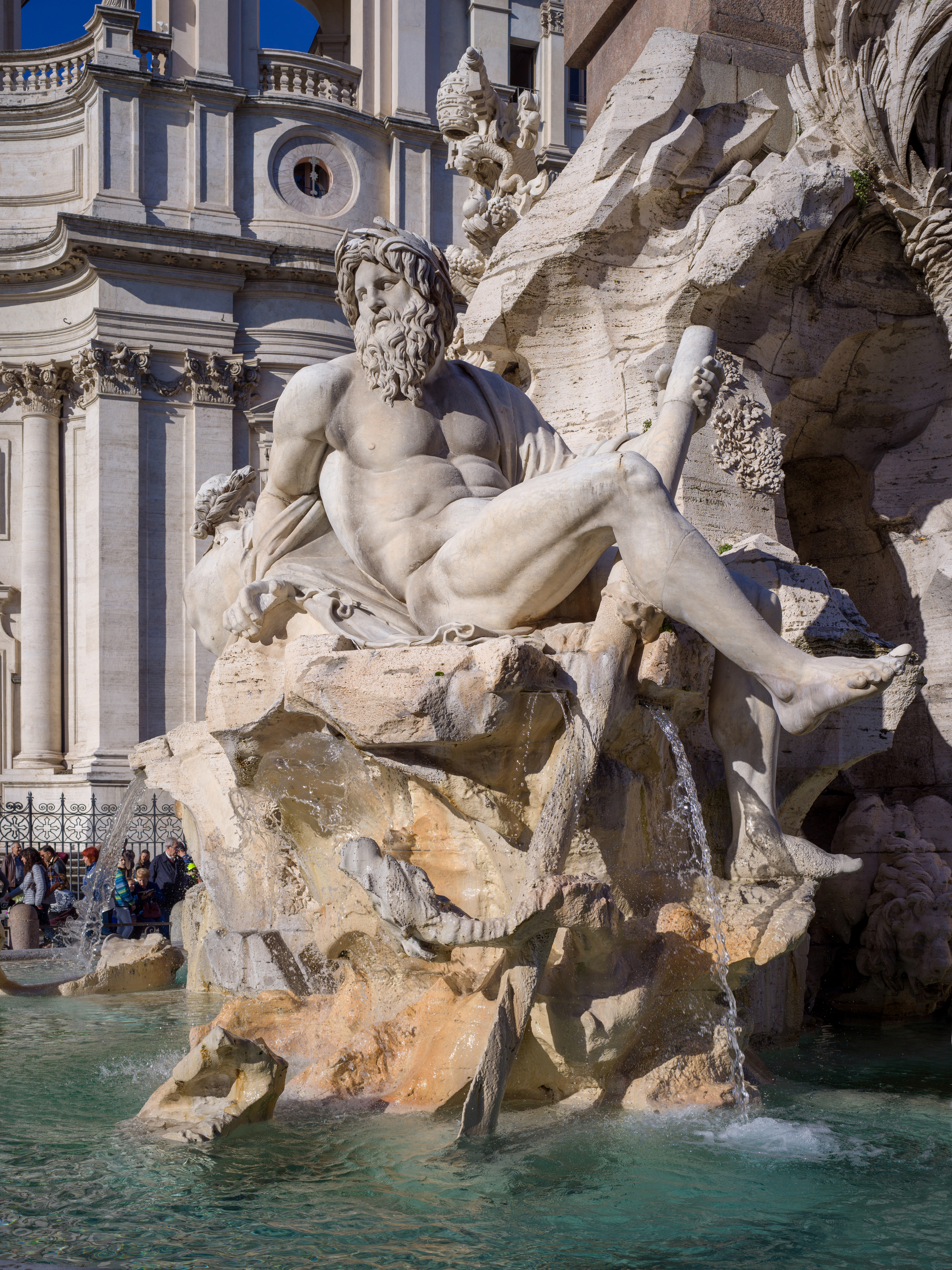
Al·legoria del Ganges, a la Fontana dei Fiumi de Roma, de Bernini, possible inspiració de l'estàtua